# Evangelische Kirche (Niederroßla)

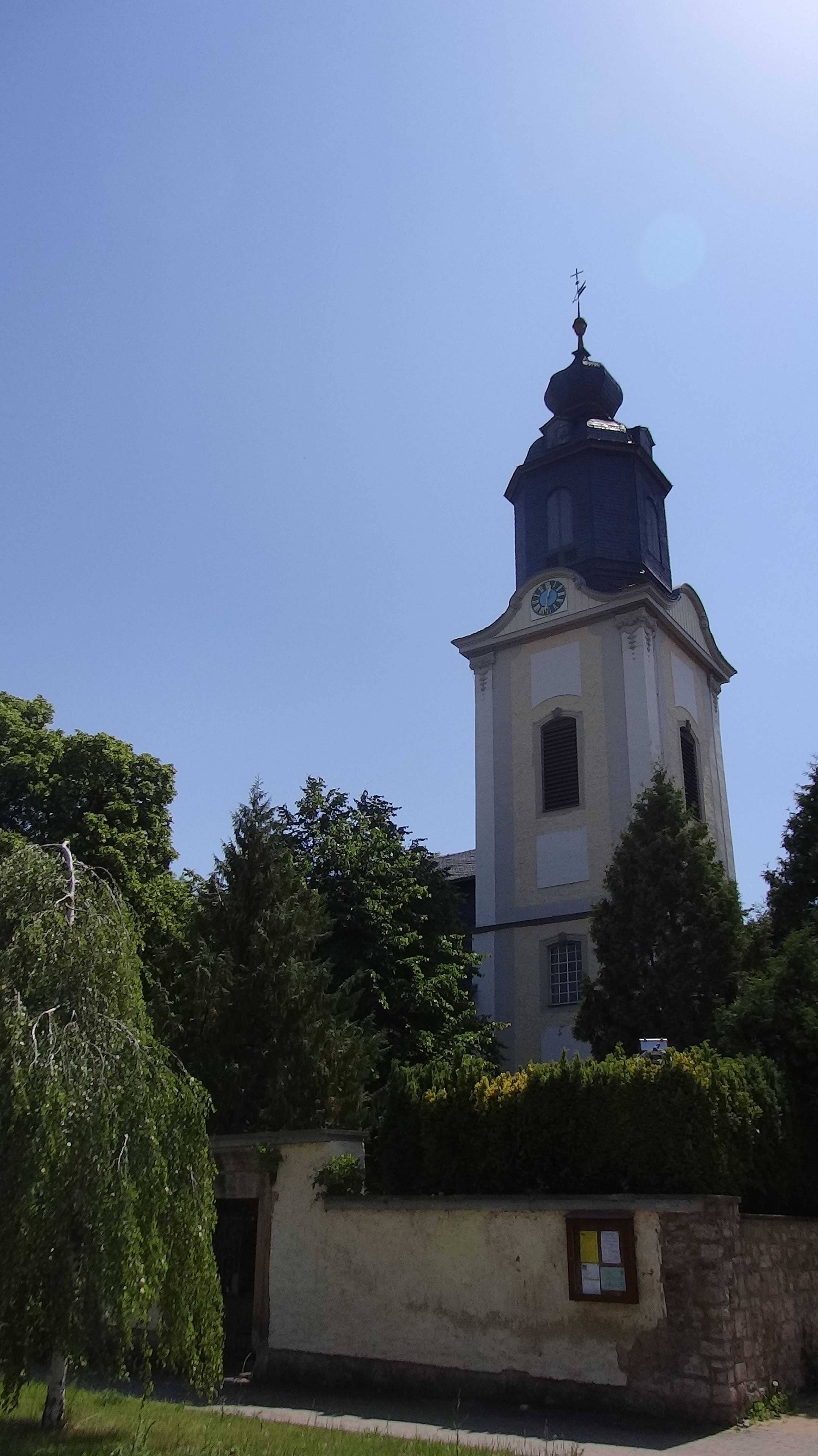
Kirche Niederroßla

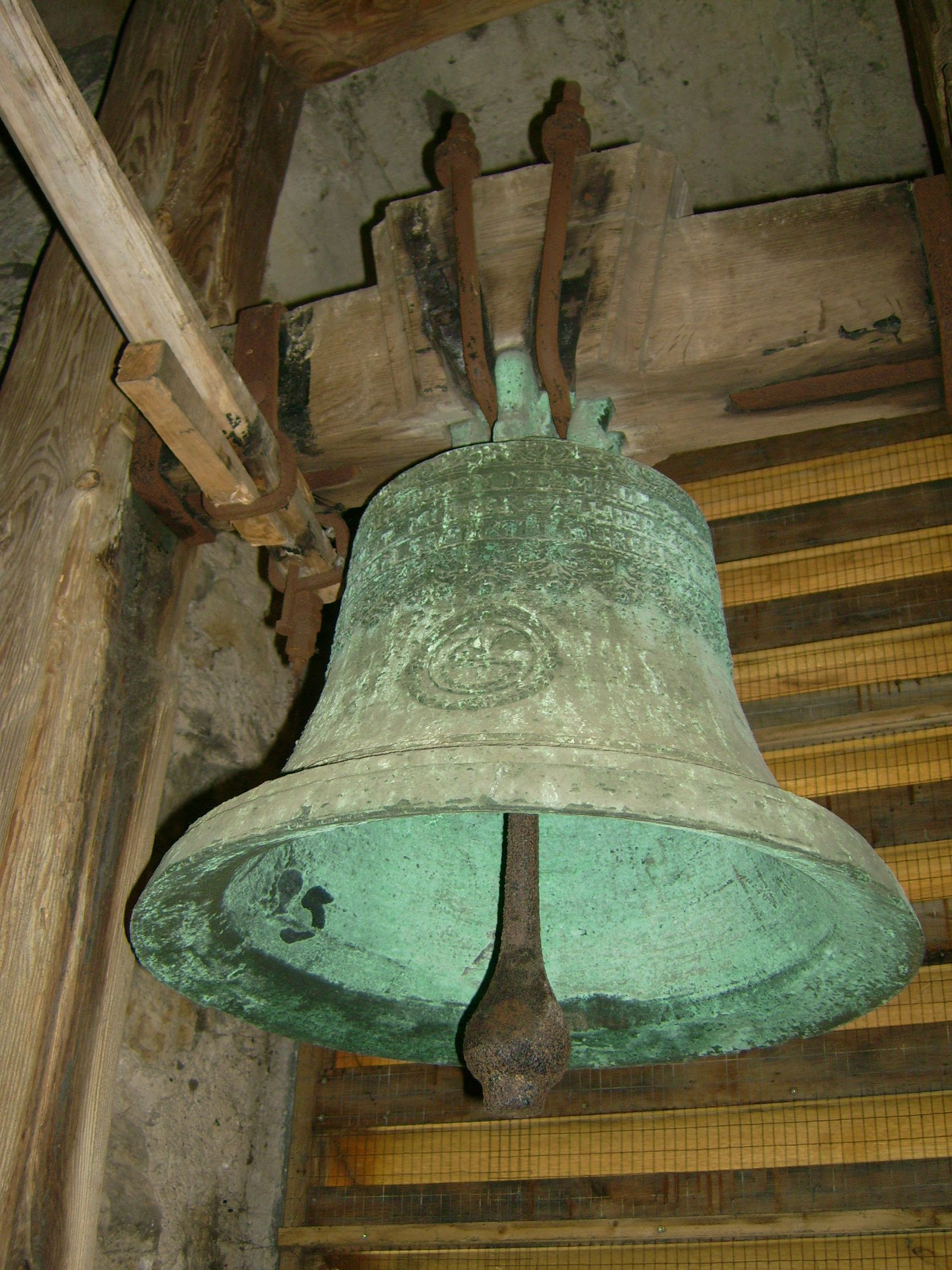
Sorberglocke

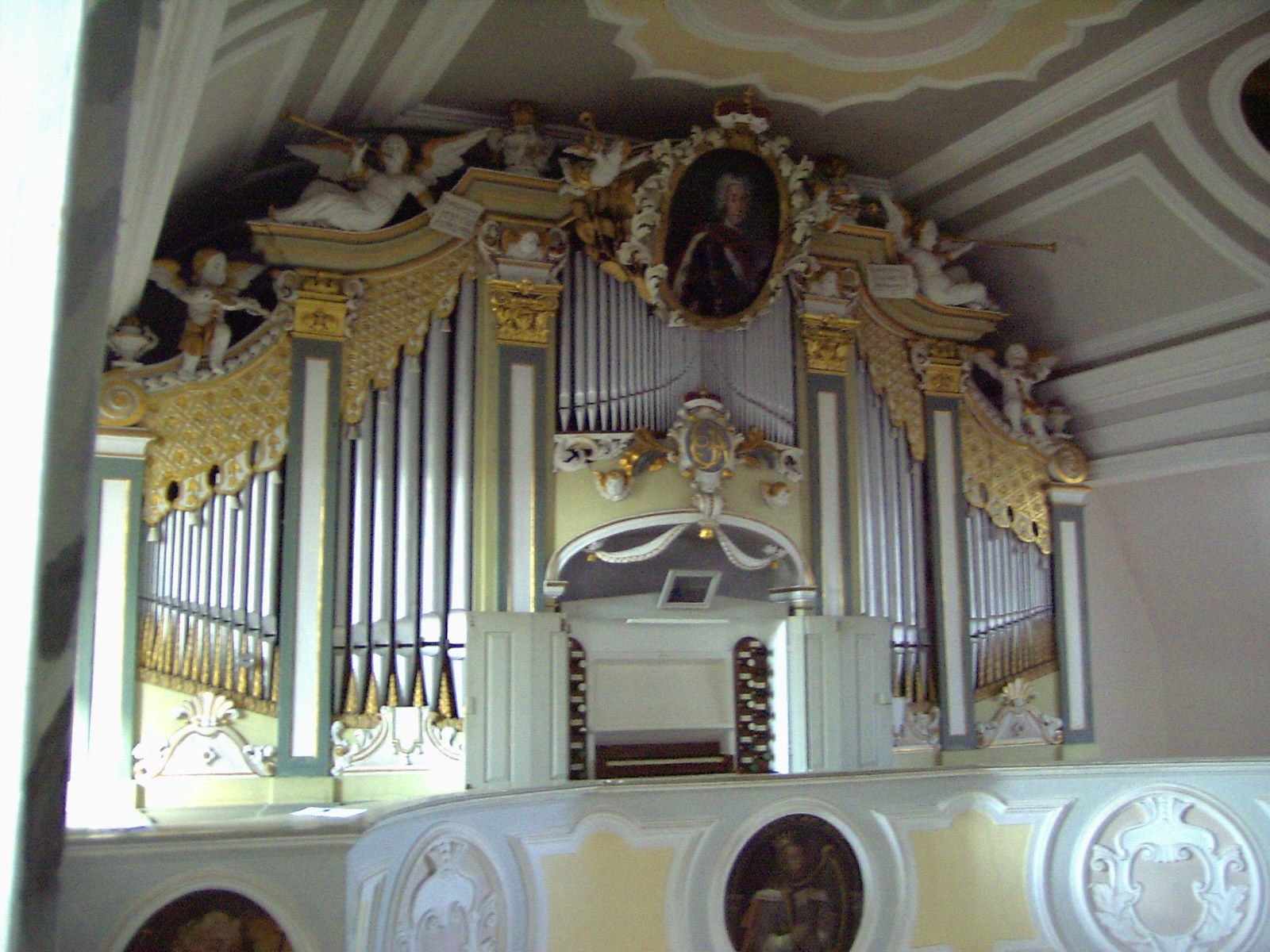
Orgel

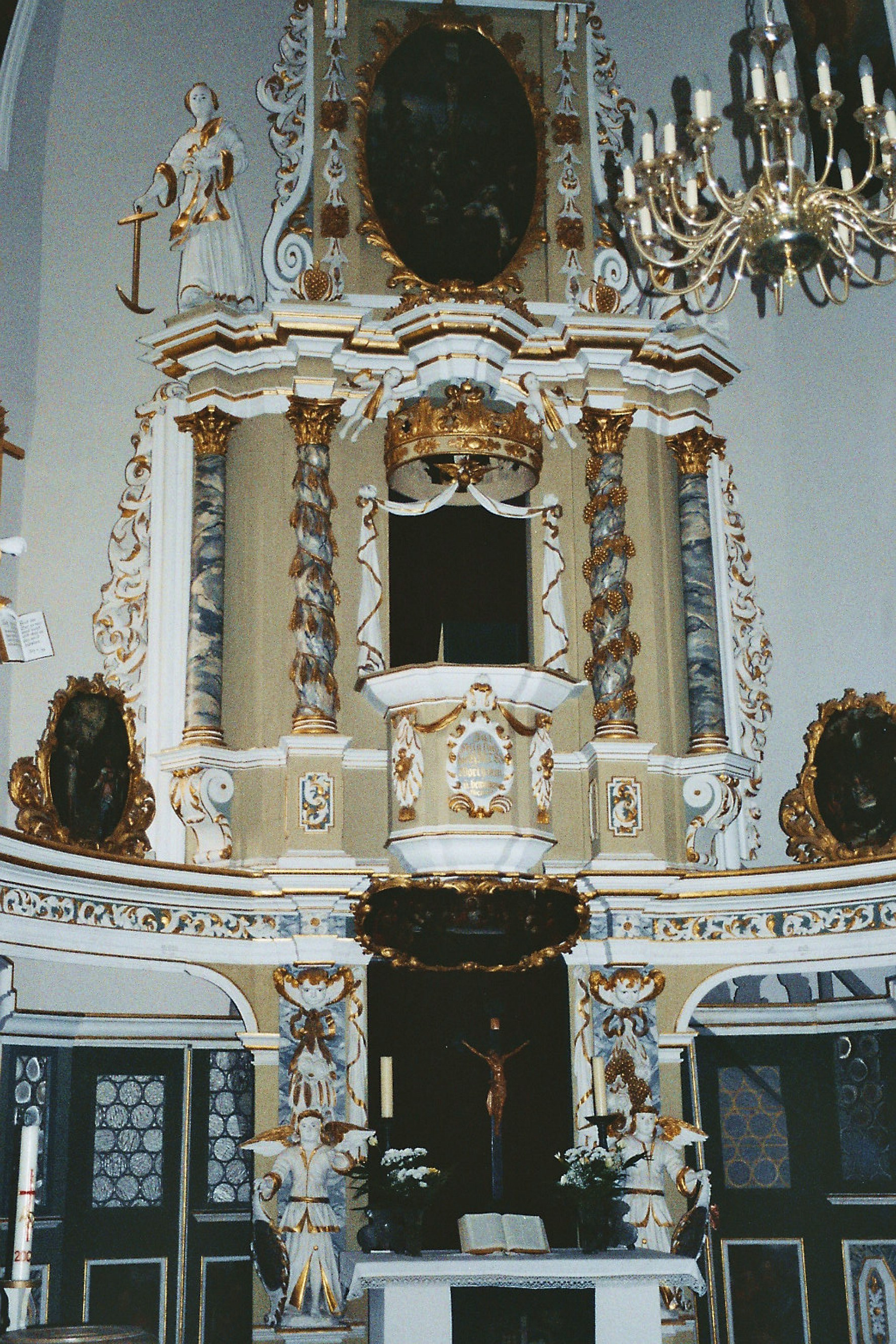
Altar

Die evangelisch-lutherische, denkmalgeschützte Kirche Niederroßla steht in Niederroßla, einem Ortsteil der Landgemeinde Ilmtal-Weinstraße im Landkreis Weimarer Land von Thüringen. Die Evangelisch-Lutherischen Kirchengemeinden Mattstedt, Niederroßla, Pfiffelbach, Wersdorf und Zottelstedt sind zur Evangelisch-Lutherischen Johannisgemeinde Niederrossla im Evangelisch-Lutherischen Kirchenkreis Apolda-Buttstädt vereinigt.

## Beschreibung
Eine 996 erstmals erwähnte Kirche in Niederroßla brannte 1656 ab. Die heutige 1718–1723 unter Leitung des herzoglichen Landbaumeisters Johann Adolf Richter aus Weimar weitgehend neu errichtete barocke Emporenhalle mit Rokokozwiebel, begonnen 1670, wurde 1721 eingeweiht.
Das Langhaus ist mit einem Mansarddach bedeckt. Die Kirche hat einen seitlich versetzten quadratischen Kirchturm im Westen, der durch Pilaster an den Ecken und segmentbogige Fenster strukturiert ist. Der untere Teil des Turmes hat kleine abgefaste Rechteckfenster aus dem 17. Jahrhundert. Eine Bautätigkeit ist für das Jahr 1670 überliefert. Bedeckt ist der Turm mit geschwungenen Bekrönungen und einem achteckigen, schiefergedeckten Aufsatz mit einem zwiebelförmigen Helm.
Von den ehemals vier Glocken, 1715 von der Nicolaus Jonas Sorber (Erfurt) gegossen, wurden in den Jahren 1774 und 1777 drei von der Firma Gebrüder Ulrich (Apolda) umgegossen. Diese wurden im 2. Weltkrieg eingeschmolzen und durch drei Eisenhartgussglocken der Firmen Schilling und Lattermann (Apolda & Morgenröthe) sowie Ulrich & Weule (Apolda & Bockenem) ersetzt. Die kleinste konnte überleben. Auf ihr ist zu lesen: /AUS BESONDRER MILDE MST CONRAD GRAFFE'NS 24 JÆHRIGEN FÜRSTL. - SÆCH./ PACHT MÜLLERS ALHIER, ZU SEINEN GEDÄCHTNIS  U  DIENST DER SCHULEN GEGOSSEN ERFURTH DURCH N. I. SURBERN 1715/.
Im Osten befindet sich ein eingezogener, kurzer, fünfseitiger Chor mit südlich angebauter Sakristei. Das Portal im Norden hat eine Kartusche mit einer Inschrift, die die Jahreszahl 1723 enthält. Die Einrichtungen des Innenraums stammen aus der Erbauungszeit. Die dreiseitigen, zweigeschossigen Emporen haben reich ausgestaltete Brüstungen. Überspannt ist das Mittelschiff von einem hölzernen Spiegelgewölbe, das fünf Medaillons mit Gemälden enthält, gerahmt aus Stuck. Sie zeigen die Trinität und vier Propheten.
Im Chor steht ein Kanzelaltar, der mit seitlich vorschwingenden Bögen aufgebaut ist, und Schnitzfiguren von Jesus Christus, Moses, Allegorien und Engel enthält. Ferner hat er Gemälde mit der Verkündigung, der Geburt Christi, dem Abendmahl und der Kreuzigung. Am Gewölbe des Chors zeigen die Gemälde in Stuckrahmen die Auferstehung und die Himmelfahrt Christi, ergänzt vom Jüngsten Gericht. Hinter dem Kanzelaltar sind die Stände mit bemalten Paneelen aus dem 17. Jahrhundert. Neben dem Chorbogen befindet sich das geschlossene Kirchengestühl, dessen Blenden mit Bildtafeln verziert sind. Diese Bildtafeln und die an den Emporenbrüstungen sind einem älteren Zyklus biblischer Erzählungen entnommen. Im Westen ist die herzogliche Patronatsloge mit einer geschnitzten Allegorie über die Tugend, einem Wappenmantel sowie Eroten mit einer Kartusche mit dem Monogramm von Herzog Ernst August I. (Sachsen-Weimar-Eisenach).
Auf dem zweiten Geschoss der westlichen Empore steht die Orgel in einem verzierten Prospekt. Sie hat 21 Register, verteilt auf zwei Manuale und Pedal. Das Instrument wurde 1730 von Heinrich Nicolaus Trebs gebaut, 1818 von Johann Christian Adam Gerhard vergrößert, 1853 von Louis Witzmann umgebaut, 1974 von Günther Bahr erneut umgebaut und 2002 von Orgelbau Schönefeld restauriert.
Auf dieser Empore befindet sich auch ein Porträtgemälde von Herzog Ernst August I. Zur Kirchenausstattung gehören außerdem ein Kruzifix aus dem 17. Jahrhundert, ein von Putten getragenes, steinernes Taufbecken des frühen 18. Jahrhunderts, ein klassizistisches Taufgestell, ein 1638 gestiftetes Bildnis von Martin Luther und diverse Grabmäler und Epitaphien.
Der Zugang zum Kirchfriedhof wird flankiert von zwei Pfeilern mit allegorischen Skulpturen aus dem 18. Jahrhundert. An der Kirchennordwand stehen ein mehrteiliges Grabmal und zwei weitere, klassizistische Grabmäler.
In den Jahren 1971/72 erfolgte die Renovierung und farbliche Neugestaltung unter der Leitung von Karl Holfeld, Bad Sulza, und von 2000 bis 2002 fand eine umfangreiche Sanierung wegen Schwammbefall der Kirche statt.